# Университетско издателство „Паисий Хилендарски“
Университетско издателство „Паисий Хилендарски“ е българско университетско книгоиздателство, създадено през 1990 г. като звено на Пловдивския университет „Паисий Хилендарски“.
Издателството притежава издателски идентификатор № 423 от Националната агенция за международен стандартен книжен номер.
Предмет на дейност на издателството е подготовката и издаването на научна, научнопопулярна, учебна, учебно-помощна литература, научни списания и годишници.
Първият директор на издателството е Емил Стоянов.